# Patrick Hancock
Pas d'image ? Cliquez ici

a Compétitions nationales et continentales officielles uniquement.

b Matchs officiels uniquement.
Patrick Hancock, né le 8 juillet 1883 dans l'Assam (Raj britannique, aujourd'hui en Inde) et mort le 22 décembre 1940 à Minnedosa dans le Manitoba au Canada, est un ancien joueur de rugby anglais, évoluant avec l'Angleterre et le club de Richmond FC au poste de demi d'ouverture. 

## Carrière
Patrick Hancock a disputé son premier test match le 9 janvier 1904 contre l'équipe du pays de Galles.
Il a disputé son dernier test match le 19 mars 1904 contre l'Écosse.
Il joue seulement trois matchs en équipe nationale.
Il a eu l'honneur de partir en tournée avec les Lions en Afrique du Sud lors de l'année 1903, disputant les trois test matchs.

## Palmarès

### Avec l'Angleterre
- 3 sélections pour l'Angleterre.
- Sélections par année : 3 en 1904
- Participation au tournoi britannique en 1904

### Avec lesLions
- 3 sélections pour les Lions.
- Sélections par année : 3 lors de l'année 1903, en Afrique du Sud.